# 雅尔河
雅尔河是英格兰诺福克郡的一条河流。该河下游是布罗兹湿地的主要通航水道之一，并與布罗兹湿地的其他水道网络相連。
这条河发源于迪勒姆以南，向西流经舍珀汉姆村。雅尔河与来自加维斯通的支流汇流之后又被称为黑水河。从那里它向东流过巴纳姆扫帚后与缇菲河汇流。之后雅尔河沿着诺里奇南部边缘流淌向东，与威温尼河、巴河汇流，最终在大雅茅斯的戈爾斯頓流入北海。小型船舶可以從诺里奇出發，沿著雅尔河通往大海。
雅尔河是19世纪早期诺里奇艺术学院學生风景画的常见主题。华盛顿特区的国家美术馆收藏了John Crome的一幅风景油画，题为《雅尔河上的月光》(Moonlight on the Yare)。在剑桥菲茨威廉博物馆收藏的Joseph Stannard的《索普水上嬉戏、下午》（1824 年）和《布拉默顿附近的耶尔河上的船》（1828年）中也有出現这条河。

## 航运
这条河的诺里奇和北海之间的河段可以通航，但淤塞一直是长期存在的问题。1698年，一项國會法令決定对使用这条河的任何煤炭船隻征收关税，并将筹集的资金用于修缮河道和大雅茅斯的港口。但最终税款中其中大部分用于港口改善，河道几乎没有修缮。之后通过的另外三个法案试图纠正这一情况，但河道仍然未能得到修缮。1772年通过的第五项法案又解决这个问题，并规定了如何花費征收的通行费：税款的15%用于改善诺里奇市和哈德利克罗斯之间的河道，25%用于改善哈德利克罗斯和雅茅斯镇之间的下游河流，另外40%用于维护雅茅斯港，剩余的20%用于改善剩余河道。
1908年，有人提议在雅茅斯和诺里奇之间建造一条运河，并在惠特林汉姆建立商业码头以及在罗克兰布罗德建立海军基地。这一计划最终未能实施，但直到20世纪60年代人們依然用蒸汽拖船将煤炭驳船拖至诺里奇。现在，河道上大部分船隻為休闲用的划船。 

## 惠里曼之路
2005年开放的35英里长的惠里曼之路是一条在诺维奇和大雅茅斯之间历史悠久的布罗德贸易码头路线。它蜿蜒穿过雅尔河畔现有的小径、开阔的沼泽、芦苇丛、牧草地和河畔村庄。小路沿途设众多信息面板、雕塑和帖子，这些信息旨在向人們介绍这条路线的人物和历史。